# هانس أكرمان (كاتب)
هانس أكرمان (بالألمانية: Hans Ackermann)‏ هو كاتب ألماني، (و. 1500  م).